# Гельвела
Гельвела  (Helvella) — рід грибів родини гельвелові (Helvellaceae).

## Будова
Плодові тіла до 10 см висотою. Шапинка спочатку дископодібна, пізніше розділена на лопасті — двома або чотирма; з гладкою поверхнею, з вільними або прирослими краями, сірувато-бура, коричнева. Ніжка циліндрична або знизу злегка розширена, борозноподібна, гладка, трубчата, білувата, порожниста. Спори одноклітинні, еліпсоїдальні, гладкі, розташовані в один ряд.

## Види
Станом на 2016 рік, згідно даних сайту Index Fungorum, рід містить 105 видів.
- Helvella acetabulum
- Helvella adhaerens
- Helvella aestivalis
- Helvella affinis
- Helvella agaricoides
- Helvella albella
- Helvella albipes
- Helvella arcto-alpina
- Helvella astieri
- Helvella aterrima
- Helvella atra
- Helvella beatonii
- Helvella branzeziana
- Helvella brevis
- Helvella brevissima
- Helvella bulbosa
- Helvella capucinoides
- Helvella chinensis
- Helvella cinerella
- Helvella compressa
- Helvella confusa
- Helvella connivens
- Helvella constricta
- Helvella corbierei
- Helvella corium
- Helvella costifera
- Helvella crassitunicata
- Helvella crispa — гельвела кучерява
- Helvella cupuliformis
- Helvella dissingi
- Helvella dovrensis
- Helvella dryophila
- Helvella dura
- Helvella elastica — гельвела еластична
- Helvella engleriana
- Helvella ephippioides
- Helvella ephippium
- Helvella faulknerae
- Helvella favrei
- Helvella fibrosa[1]
- Helvella flavida
- Helvella foetida
- Helvella fuegiana
- Helvella fusca
- Helvella galeriformis
- Helvella glutinosa
- Helvella griseoalba
- Helvella hegani
- Helvella helvellula
- Helvella hyperborea
- Helvella javanica
- Helvella jiaohensis
- Helvella jilinensis
- Helvella jimsarica
- Helvella jocatoi
- Helvella juniperi[2]
- Helvella lactea
- Helvella lacunosa — гельвела лакуноса
- Helvella latispora
- Helvella leucomelaena[3]
- Helvella leucopus
- Helvella macropus
- Helvella maculata
- Helvella maroccana
- Helvella menzeliana
- Helvella mesatlantica
- Helvella minor
- Helvella monachella — гельвела монашка
- Helvella oblongispora
- Helvella pallidula
- Helvella papuensis
- Helvella paraphysitorquata
- Helvella pedunculata
- Helvella pezizoides
- Helvella philonotis
- Helvella phlebophora
- Helvella pileata
- Helvella platycephala
- Helvella platypodia
- Helvella pocillum
- Helvella pulchra
- Helvella quadrisulca
- Helvella queletiana
- Helvella queletii
- Helvella rivularis
- Helvella robusta
- Helvella rossica
- Helvella schaefferi
- Helvella scrobiculata
- Helvella semiobruta
- Helvella sinensis
- Helvella solida
- Helvella solitaria
- Helvella subfusispora
- Helvella subglabra
- Helvella taiyuanensis
- Helvella terrestris[4]
- Helvella ulvinenii
- Helvella umbraculiformis
- Helvella underwoodii
- Helvella unicolor
- Helvella vacini
- Helvella verruculosa
- Helvella vespertina
- Helvella xinjiangensis
- Helvella zhongtiaoensis[5]

## Поширення та середовище існування
Гриби цього роду розвиваються літом і восени на ґрунті, у лісах і на галявинах посеред трав'яного настилу. В Україні відомо 8 видів, які ростуть переважно в Поліссі і Лісостепу. Найбільш розповсюджена гельвела кучерява (Helvella crispa).

## Практичне використання
Представники роду неїстівні через жорстку консистенцію та наявність у деяких видів токсинів, що викликають шлункові розлади.